# Los Angeles FC
A Los Angeles FC egy amerikai labdarúgócsapat, amelynek székhelye a Kalifornia állambeli Los Angeles városában található. A klubot 2014. október 30-án alapították és az észak-amerikai első osztályban, a Major League Soccer-ben szerepel.
Hazai mérkőzéseit a 22 000 néző befogadására alkalmas BMO Stadionban játssza. A tulajdonosi csoportot Henry Nguyen és Peter Guber vállalkozók, valamint Tom Penn, az NBA-ben vezetőségi tagja alkotják, de döntési szavazattal bír a csapat ügyeivel kapcsolatban Ruben Gnanalingam és Vincent Tan malajziai üzletember is. Ezen kívül a klubnak további 21 neves befektetője van, köztük Magic Johnson, Nomar Garciaparra, Mia Hamm és Will Ferrell.
Az ügyvezető igazgató John Thorrington egykori válogatott labdarúgó.

## Játékoskeret
2023. június 21. szerint.
| #  |     | Poszt | Név                                               |
| -- | --- | ----- | ------------------------------------------------- |
| 1  | SUI | K     | Eldin Jakupović                                   |
| 2  | HON | V     | Denil Maldonado (kölcsönben a Motagua csapatától) |
| 3  | COL | V     | Jesús David Murillo                               |
| 6  | ESP | KP    | Ilie Sánchez                                      |
| 7  | CRO | CS    | Stipe Biuk                                        |
| 10 | MEX | CS    | Carlos Vela                                       |
| 11 | USA | KP    | Timothy Tillman                                   |
| 12 | ECU | V     | Diego Palacios                                    |
| 14 | ITA | V     | Giorgio Chiellini                                 |
| 16 | CAN | K     | Maxime Crépeau                                    |
| 17 | PER | KP    | Daniel Crisostomo                                 |
| 18 | MEX | V     | Erik Dueñas                                       |
| 19 | POL | KP    | Mateusz Bogusz                                    |
| 20 | ECU | KP    | José Cifuentes                                    |

| #  |     | Poszt | Név               |
| -- | --- | ----- | ----------------- |
| 21 | MEX | CS    | Christian Torres  |
| 22 | GHA | CS    | Kwadwo Opoku      |
| 23 | USA | KP    | Kellyn Acosta     |
| 24 | USA | V     | Ryan Hollingshead |
| 27 | MEX | CS    | Nathan Ordaz      |
| 28 | MEX | V     | Tony Leone        |
| 30 | ESP | V     | Sergi Palencia    |
| 32 | MEX | K     | Abraham Romero    |
| 33 | USA | V     | Aaron Long        |
| 43 | USA | V     | Diego Rosales     |
| 77 | USA | K     | John McCarthy     |
| 80 | USA | V     | Julian Gaines     |
| 99 | GAB | CS    | Denis Bouanga     |
| —  | USA | KP    | Bajung Darboe     |

## Sikerek
- MLS
  - Bajnok (1): 2022

- Campeones Cup
  - Döntős (1): 2023